# 拉斐尔·马尔丹申
拉斐尔·米尔哈季莫维奇·马尔丹申（羅馬化：Rafael' Mirkhatimovich Mardanshin；1961年12月24日—）是俄罗斯政治人物，第六届、第七届和第八届国家杜马的代表。
1998年至2003年，马尔丹申担任十月镇企业家联盟主席。1999年至2003年，他还担任十月镇市议会代表。2003年至2008年，他担任第三届巴什科尔托斯坦共和国国家议会代表。2011年，马尔丹申被任命为巴什科尔托斯坦共和国元首反腐败委员会和巴什科尔托斯坦共和国首脑改善巴什科尔托斯坦境内投资环境公共委员会成员。2011年，他当选为第六届国家杜马代表。2016年和2021年，他分别连任第七届和第八届国家杜马议员。

## 制裁
马尔丹申于2022年因俄乌战争而受到英国政府制裁。